# Proud (Tamara Todevska)
Proud è un singolo della cantante macedone Tamara Todevska, pubblicato l'8 marzo 2019.
Ha rappresentato la Macedonia del Nord all'Eurovision Song Contest 2019, classificandosi al 7º posto nella finale dell'evento e vincendo il voto delle giurie.

## Descrizione
Il brano, come mostrato anche dal video musicale, era stato inizialmente pensato come un inno femminista, concentrato sull'uguaglianza e sulla fierezza di essere diversi. La cantante ha tuttavia sostenuto che il testo si può applicare a "chiunque sia stato costretto da qualcun altro ad abbassare la testa per seguire le regole della società", anche se personalmente sarà dedicata alla figlia Hana.
Raise your voice and say it loudly

Show them what it means to stand up proudly

Tell them

This is me and thanks to you I'm proud»
Alza la tua voce e dillo forte

Mostragli cosa significa levarsi fieramente

Diglielo

Questa sono io e grazie a voi sono fiera»
Kosta Petrov, uno degli autori del testo, ha rivelato che la canzone, scritta con la moglie, Sanja Popovska, è dedicata alla loro figlia per insegnarle a essere "fiera e orgogliosa di ciò che è, accettando e amando sé stessa".

## Video musicale
Il video musicale di presentazione è stato pubblicato l'8 marzo 2019 sul canale ufficiale YouTube dell'Eurovision Song Contest, in corrispondenza con la pubblicazione del singolo. Nel video si alternano diversi volti femminili compreso quello della cantante. Il video è stato diretto da Čedo Popovski.
Il 2 maggio 2019 è stato inoltre pubblicata una seconda versione in cui la canzone è stata registrata utilizzando la lingua dei segni internazionale.

## Partecipazione all'Eurovision Song Contest

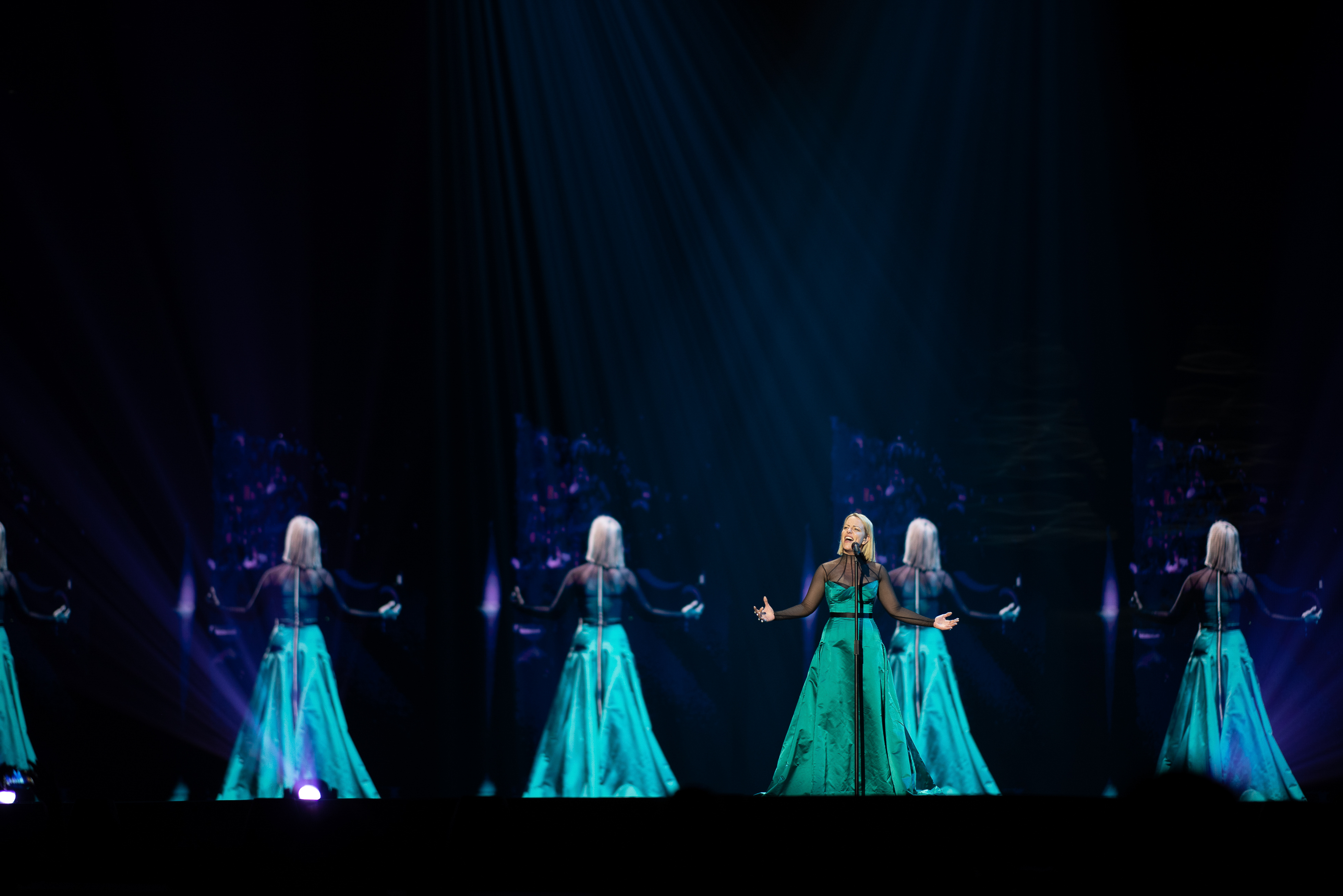
Tamara Todevska all'Eurovision Song Contest 2019

Sia la cantante che il brano sono stati selezionati internamente dall'ente radiotelevisivo nazionale macedone Makedonska Radio Televizija (MRT) per rappresentare la Macedonia del Nord all'Eurovision Song Contest 2019, prima partecipazione della nazione alla manifestazione con tale denominazione.
Il brano doveva inizialmente essere diffuso il 4 marzo 2019, tuttavia si decise di posticiparne la presentazione all'8 marzo, al fine di combaciare con la Giornata internazionale della donna. In una lista stilata dal settimanale statunitense Billboard sui 12 possibili vincitori della manifestazione, il brano è stato posizionato all'undicesimo posto sostenendo che "una celebrazione delle donne nel periodo del movimento Me Too potrebbe connettersi a molti spettatori nonché alle giurie professionali".
Sorteggiata per la partecipazione nella seconda semifinale, la Macedonia del Nord si è esibita 17ª, classificandosi 2ª con 239 punti e qualificandosi per la finale, dove, esibendosi per ottava, si è classificata 7ª con 305 punti, vincendo tuttavia il voto delle giurie nazionali. Dopo la manifestazione la cantante e la sua squadra sono stati ricevuti dal Primo ministro macedone Zoran Zaev che ne ha elogiato il risultato conseguito.

## Tracce
Download digitale e streaming
Testi di Kosta Petrov e Sanja Popovska, musiche di Darko Dimitrov, Robert Bibliov e Lazar Cvetkoski.
1. Proud – 3:00

Streaming (Cyrillic Remix)
1. Proud (Cyrillic Remix) – 3:56